# Olaya Herrera (Nariño)
Olaya Herrera ist eine Gemeinde (municipio) im Departamento Nariño in Kolumbien. Der Hauptort (cabecera municipal) von Olaya Herrera ist Bocas de Satinga. Auf dem Gebiet von Olaya Herrera liegt ein Teil des Naturparks Sanquianga.

## Geografie
Olaya Herrera liegt in der Provinz Tumaco-Barbacoas im Nordwesten von Nariño auf einer Höhe von 4 m ü. NN, 70 km von Mosquera entfernt am Pazifik und hat eine Durchschnittstemperatur von 26 °C. Bocas de Satinga liegt am Zusammenfluss der Flüsse Río Satinga und Río Sanquianga kurz vor der Mündung in den Pazifik. Die Gemeinde grenzt im Norden an den Pazifik, im Süden an Magüí Payán und Roberto Payán, im Osten an La Tola und im Westen an Mosquera.

## Bevölkerung
Die Gemeinde Olaya Herrera hat 32.759 Einwohner, von denen 10.395 im Hauptort Bocas de Satinga leben (Stand: 2019).

## Geschichte
Die Gemeinde Olaya Herrera wurde 1975 gebildet und zu Ehren von Enrique Olaya Herrera benannt.

## Wirtschaft
Die wichtigsten Wirtschaftszweige von Olaya Herrera sind Holzwirtschaft, Fischerei und Landwirtschaft (insbesondere Reis, Kakao, Orangen und Mais).

## Infrastruktur
Es bestehen keine vernünftigen Straßenverbindungen nach Olaya Herrera. Das wichtigste Fortbewegungsmittel ist das Schiff über die diversen Wasserwege der Gemeinde.